# Holt (traktor)
 For alternative betydninger, se Holt. (Se også artikler, som begynder med Holt)
Holt traktor var et køretøj med larvefødder, som blev anvendt som trækkraft. Den blev fremstillet af Holt Manufacturing Company, som var opkaldt efter Benjamin Holt.

Mellem 1908 og 1913 blev 27 af de første 100 Holt larvefods traktorer benyttet ved bygningen af Los Angeles akvadukten, som dannede et grodt grundlag for afprøvning af disse maskiner.

## Militær brug
Deres mest berømte anvendelse var af de britiske, franske og amerikanske hære under 1. Verdenskrig, hvor de trak tungt artilleri. I 1916 var over 1.000 i brug af briterne og ved krigens slutning havde omkring 10.000 været i brug.

## Specifikationer
Der var mindst to typer, som blev brugt til militære formål: Holt 75 og Holt 120. 120 hk modellen havde en rorpind til styring foran, som normalt var dækket. Den vejede omkring 8.200 kg. 75 hk modellen benyttede de to larvefødder til styring. Den havde en højeste hastighed på 25 km/t og havde en benzinmotor.

## Eksterne kilder
- Wikimedia Commons har flere filer relateret til Holt (traktor)
- Holt tractor models